# Umbul (Kedungjajang)
Umbul is een bestuurslaag in het regentschap Lumajang van de provincie Oost-Java, Indonesië. Umbul telt 3415 inwoners (volkstelling 2010).